# ده برزگ
ده برزگ، روستایی از توابع بخش دناکوه شهرستان سمیرم در استان اصفهان ایران است.

## جمعیت
این روستا در دهستان پادنا علیا قرار دارد و بر اساس سرشماری مرکز آمار ایران در سال ۱۳۸۵، جمعیت آن ۲۱۹ نفر (۴۴ خانوار) بوده‌است.